# Panicum luridum
Panicum luridum är en gräsart som beskrevs av Eduard Hackel och Scott-elliot. Panicum luridum ingår i släktet vipphirser, och familjen gräs. Inga underarter finns listade i Catalogue of Life.